# Xanthosoma caladioides
Xanthosoma caladioides là một loài thực vật có hoa trong họ Ráy (Araceae). Loài này được Grayum miêu tả khoa học đầu tiên năm 1986.